# David (sculptură de Donatello)

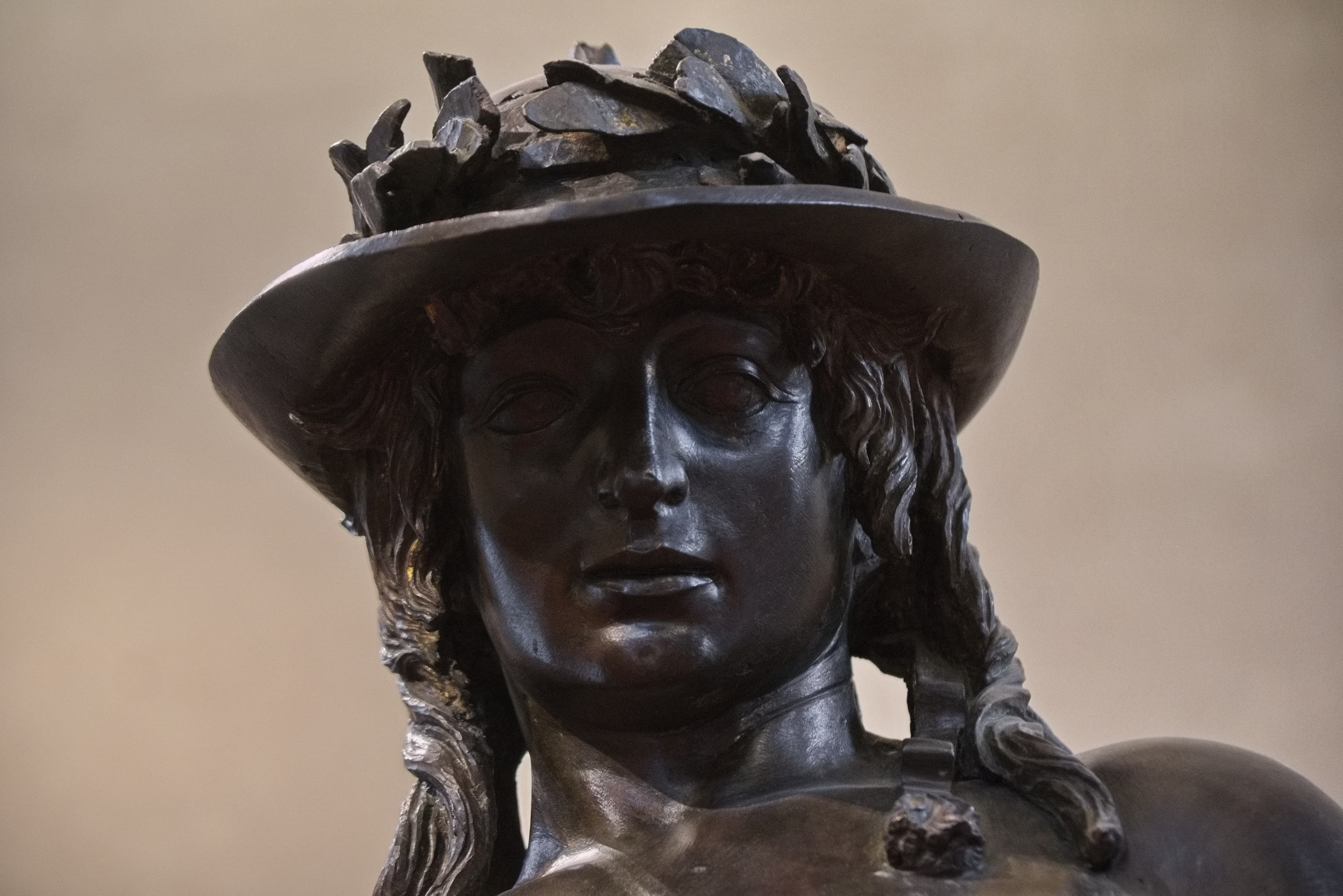
Chipul lui David

David este o sculptură din bronz realizată de Donatello în perioada 1444-1446 la comanda lui Cosimo de Medici, conducătorul Republicii Florentine.